# Eleição para o Senado federal pela Pensilvânia em 2010
A eleição para o senado do estado americano da Pensilvânia em 2010 foi realizada em 2 de novembro de 2010.
O senador Arlen Specter foi membro republicano durante 43 anos, mas no início de 2009 tornou-se um democrata, concorreu contra Joe Sestak na primária democrata, mas foi derrotado.
Pat Toomey venceu a primária republicana com 81,49% dos votos.
As pesquisas mostravam um empate técnico durante boa parte da campanha, a situação só mudou em outubro quando Toomey tinha 8% de vantagem.
Nesta campanha (incluindo a primária) foram gastos 36,158,222 milhões de dólares.
Pat Toomey foi eleito em 2 de novembro de 2010 com mais de 2 milhões de votos.